# Albert Meyong Zé
Albert Meyong Zé (* 19. Oktober 1980 in Yaoundé) ist ein ehemaliger kamerunischer Fußballspieler.

## Karriere
Meyong startete seine Karriere in Europa beim italienischen Club Ravenna Calcio. Nach einer halben Spielzeit wechselte er in die portugiesische SuperLiga zu Vitória Setúbal. Mit Setúbal gewann er 2005 den portugiesischen Pokal. Im Finale gegen Benfica Lissabon schoss er das entscheidende Tor zum Sieg.
Im Sommer 2005 unterschrieb Meyong einen Zweijahresvertrag bei Belenenses Lissabon. Dort wurde er, in der Saison 2005/06, Torschützenkönig der Liga. Nach nur einem Jahr wechselte er zu UD Levante nach Spanien. Aufgrund von späten Gehaltszahlungen wurde er, nach nur einem Auftritt für Levante in der Saison 2007/08, an den Verein Albacete Balompié verliehen.
Im Januar 2008 wechselte er wieder nach Portugal zu Belenenses Lissabon. Beim 2:1-Erfolg über Naval 1º de Maio, wo er auch ein Tor schoss, wurde er unerlaubt eingesetzt, da er in dieser Saison schon für zwei Klubs in Spanien gespielt hatte. Dem Klub wurden daher, wegen der Verletzung der FIFA-Vorschriften, sechs Punkte abgezogen.
Im August 2008 wechselte Meyong innerhalb von Portugal zu Sporting Braga. Am 23. August 2008 schoss er, im Spiel gegen FC Paços de Ferreira, sein erstes Tor für den neuen Klub. Im UEFA-Pokal erzielte er beim 4:0-Heimerfolg gegen Artmedia Petržalka einen Hattrick. In der Spielzeit 2010 wurde er mit Sporting Braga zweiter der Primeira Liga, was die direkte Qualifikation zur UEFA Champions League 2010/11 bedeutete.
2011 kehrte er für zwei Jahre zu Vitória Setúbal zurück, bevor er 2013 in die angolanische Profiliga, den Girabola wechselte, zum Meister Kabuscorp FC do Palanca. In den Spielzeiten 2013 und 2014 wurde er dort beide Male Torschützenkönig.

## Erfolge
- UEFA Europa League: Finale 2011

## Auszeichnungen
- Torschützenkönig 2005/06 mit Belenenses Lissabon
- Torschützenkönig 2013 und 2014 mit Kabuscorp FC do Palanca